# Condado de Lake (Califórnia)
O condado de Lake (em inglês:  Lake County) é um dos 58 condados do estado americano da Califórnia. Foi fundado em 1861. A sede do condado é Lakeport e a cidade mais populosa é Clearlake.

## Geografia
De acordo com o United States Census Bureau, o condado possui uma área de 3 443 km², dos quais 3 254 km² estão cobertos por terra e 189 km² por água.

## Demografia
Segundo o censo nacional de 2010, o condado possui uma população de 64 665 habitantes e uma densidade populacional de 19,8 hab/km². Possui 35 492 residências, que resulta em uma densidade de 11 residências/km².
Das 2 localidades incorporadas no condado, Clearlake é a cidade mais populosa, com 15 250 habitantes, enquanto que Lakeport é a cidade mais densamente povoada, com 600 hab/km².